# Nils Mobeck
Nils Mobeck, född 29 november 1792 i Mogata i Östergötlands län, död 22 april 1856 i Kvillinge i Östergötlands län, var en svensk präst och tecknare.

## Biografi
Nils Mobeck var son till bonden Måns Nilsson och Karin Persdotter och från 1814 gift med Susanne Benedicta Hertzman. Han blev student vid Uppsala universitet 1802 och prästvigdes 1818. Han var lektor i Linköping 1821 och tillträdde tjänsten som kyrkoherde i Kvillinge och Simonstorp 1823. Han var en mångsysslare inom det kulturella området och sysslade med sång, musik, litteratur och måleri. Han var bland annat lärare i teckning och målning och gav de första lektionerna för de senare kända konstnärerna Carl Jacob Lindström och Johan Christian Berger. Han utgav den latinska skriften Magnis litterarum patronis, hospitibus, patribus civibusque gymnasticis 1823. Mobeck är representerad med teckningen Gud Fader då han skiljer mörkret och ljuset vid Uppsala universitetsbibliotek.